# Begonia eciliata
Begonia eciliata là một loài thực vật có hoa trong họ Thu hải đường. Loài này được O.E.Schulz mô tả khoa học đầu tiên năm 1911.